# Olios conspersipes
Olios conspersipes là một loài nhện trong họ Sparassidae.
Loài này thuộc chi Olios. Olios conspersipes được Tord Tamerlan Teodor Thorell miêu tả năm 1899.